# Ненашево
Ненашево (Ситниково, Никольское) — село в Заокском районе Тульской области России.
В рамках административно-территориального устройства является центром Ненашевского сельского округа Заокского района, в рамках организации местного самоуправления — административный центр Демидовского сельского поселения.

## География
Расположено на обоих берегах реки Выпрейки. Расстояние: от районного центра Заокский и железнодорожной станции Тарусская — 18 км, Тулы — 43 км, Алексина — 25 км, Москвы — 132 км.

## Население
| 1859 | 1897 | 1915 | 2002 | 2010 |
| ---- | ---- | ---- | ---- | ---- |
| 570  | ↘522 | ↗694 | ↘546 | ↗554 |

## Инфраструктура
Имеется: школа и детский сад, магазины (продуктовые, хозяйственные и строительный), предприятие общественного питания (кафе), медицинский пункт, шиномонтаж, сельский клуб, библиотека, почтовое отделение, пункт выдачи интернет-заказов, военный мемориал, детские площадки и спортплощадка. По территории села протекает река Выпрейка, на которой расположен Ненашевский пруд. 

## История

### Ревизии и переписи
- В 1628 г. в оглавлении писцовой книги Алексинского уезда (№ 202) числится пустошь Ситниково («а была в поместье за Ненашем Ситниковым», откуда второе, изначально неформальное название, постепенно вытеснившее старое официальное).
- В оглавлении переписной книги Алексинского уезда 1646 г. пустошь не упоминается, книга 1678 г. утрачена.
- Ревизия 1709 г.: сельцо Ситниково Вепревского (Вепрейского) стана — владелец стряпчий с ключом Панкратий Богданович Сумароков. Жители Ситникова идут единым списком с жителями сельца Маслово, того же владельца — ныне исчезнувшее, находилось рядом с Ситниковым[9]. По-видимому, это означает, что Ситниково было образовано незадолго до переписи, однако переселение крестьян на земли прежней пустоши ещё не было завершено.
- Ревизия 1721 г.: тот же владелец (вместе с деревней Маслово).
- Ревизии 1745 г. и 1763 г. (последняя не сохранилась): действительный статский советник Пётр Панкратьевич Сумароков (с деревней Маслово).
- Ревизия 1782 г.: Ситниково Маслово тож — девица Анна Петровна, дочь покойного действительного тайного советника П. П. Сумарокова[10] (сестра поэта А. Сумарокова, бездетная).
- Ревизия 1795 г.: Никольское Ситниково тож — капитан Пётр Андреевич Фёдоров (от А. П. Сумароковой досталось И. И. Сумарокову, который продал селение Фёдорову)[11].
- Ревизия 1811 г.: Никольское Ситниково тож[12].
- Ревизия 1834 г.: Никольское Ситниково тож[13].
- Ревизия 1850 г.: Никольское Ситниково тож[14].
- Ревизия 1857—1858 г.: Никольское Ситниково тож, владелец — коллежский регистратор Фёдоров Михаил Павлович[15].

В селе главным занятием было земледелие, но небольшая часть уходила в Серпухов и Москву в качестве извозчиков.
В статистическом списке населённых мест Ненашево в 1859 году показано, как владельческое село, в котором числилось 70 дворов, где значились 281 мужчин и 289 женщин.
По данным клировых ведомостей 1915—1916 годов, в селе было 105 дворов с сельчанами мужского пола 345 человек и 349 женского.

### Церковный приход
В состав прихода, кроме села входило сельцо Марьино и деревня Вепрейский завод, позже присоединён приход села Турино. Всего в приходе насчитывалось в 1895 году 400 человек мужского пола и 400 женщин.
Каменный приходской храм построен в 1865—1872 годах в честь Николая Чудотворца с приделом с правой стороны в честь Фёдоровской Божией Матери, на средства прихожан и спонсоров. На такие же средства устроен в 1881 году придел с левой стороны в честь святого Михаила Архангела. Иконостас и вся церковная утварь для этого придела приобретены на средства помещицы Любови Александровны Фёдоровой. Штат церкви состоял из священника и псаломщика. Имелось церковной земли: усадебной — 2,5 десятины, полевой и сенокосной — 33 десятины. В приходе существовала церковно-приходская школа.

### Административная принадлежность
В состав волостей Алексинского уезда в 1914 году входила Ненашевская волость с населёнными пунктами: сёла Ненашево, Турино, Шульгино, сельца: Венюково, Занино, Коптево, Лесновка, Пирогово, Санино, Теряево, деревни: Баранцево, Верёвкино, Выпрейка, Давыдовская, Никоновка, Ушаковка, Филимоновка и хутора: Марьино, Мытарово, Турино.
В 1924 году в результате районирования в составе Алексинского уезда были образованы Серпуховской район с центром в посёлке при станции Тарусская и Ненашевский район с центром в селе Ненашево, который постановлением Президиума ВЦИК от 29 ноября 1926 года переименован в Пахомовский район с центром в посёлке при станции Пахомово.